# Красавицей я не была
Красавицей я не была (азерб. Mən ki gözəl deyildim) — советская драма 1968 года производства киностудии Азербайджанфильм.

## Синопсис
В центре фильма — судьба молодой девушки Саиды. Фильм рассказывает о дружбе друзей в деревне в годы ВОВ, а также готовности работать, а также помощи семьям солдатов, павших на фронте.

## В ролях
Хураман Касумова — Саида
Исмаил Османлы — Шериф
Шахмар Алекперов — Мазахир
Эльдар Алиев — Чингиз
Садых Гусейнов — Гурбан
Аладдин Аббасов — Имран
Рза Афганлы — Хамид
Садая Мустафаева — тётя Гёзаль
Агахусейн Джавадов — Зейналов
Алекпер Сейфи — Раис
Мамед Бурджалиев — военнослужащий
Алмас Аскерова — Эльмира
Юсиф Юлдуз- истец
Агарза Кулиев — дед Рахим
Кима Мамедова — Гонча
Асиф Алиев — военнослужащий

## Создатели
оригинальный текст:[чего?] Байрам Байрамов
авторы сценария: Ага-Рза Кулиев, Игорь Старков
режиссёры-постановщики: Рамиз Аскеров, Ага-Рза Кулиев, Тофик Тагизаде
композитор: Фикрет Амиров